# Růže pro Johanku
Růže pro Johanku, s podtitulem Panychida za statečné, je opera o třech dějstvích českého skladatele Otmara Máchy na libreto Josefa Pávka. Jejím námětem je osud atentátníků na Heydricha. Premiéru měla 8. ledna 1982 ve Státním divadle v Brně v budově Janáčkovy opery.

## Vznik a charakteristika opery
Otmar Mácha se vrátil k opernímu žánru s odstupem zhruba deseti let po úspěšném uvedení své předchozí vážné opery, Jezero Ukereve. Na novém díle, jakési umělecké reportáži o atentátu na Heydricha, pracoval v první polovině 70. let 20. století (uváděny jsou letopočty 1971–1974 nebo 1973–1975). Libretista pojal příběh obecněji, alegoričtěji a psychologičtěji, jako „baladu o věrnosti a zradě“, čemuž odpovídá i hudební zpracování. Opera nemá přímočarý děj: líčí cestu parašutistů os letiště v Anglii až po jejich pobyt a smrt v kryptě kostela sv. Cyrila a Metoděje a jejich marný poslední boj, je však přerušován úvahami, vzpomínkami a halucinacemi hlavního hrdiny Prokopa. V těchto vložených scénách má významnou úlohu ženská postava: jako dívka Džejn byla Prokopovou snoubenkou v Anglii, kde zahynula při náletu, jako Jana zastupuje řadu žen, které parašutistům pomáhaly v Čechách, jako Johanka se nakonec stává jejich mstitelkou.
I hudební zpracování je velmi kaleidoskopické, Mácha používá techniky koláže nebo reportáže, jednotlivé epizody jsou hudebně ostře odlišeny. Často využívá kontrastu mezi dramaticky napjatou hudbou doprovázející bezprostřední akce hrdinů a klidnými, velebnými oratorními pasážemi zpívanými sborem mimo scénu, který reprezentuje pravoslavné mnichy nebo je vůbec ireálným komentátorem. Zaznívá i hudba jiných forem, např. taneční orchestr z baru. Zpěv se pohybuje mezi recitativem a ariosem; náročné zpěvní party se pohybují v širokém rozpětí výrazu od mluvené řeči po vypjatý kantabilní výraz. Jednotlivé postavy jsou tak výrazně individualizovány a psychologicky charakterizovány. Orchestr je většinou tlumen, aby umožnil srozumitelnost zpívaného slova, výbušnými vstupy však zvýrazňuje a osvětluje dějové situace.
Podle Ladislava Šípa je Růže pro Johanku „hudebně dramatickým vyjádřením a oslavou hrdinství a sebeobětování vůbec“.

## Osoby a první obsazení
| osoba                                                                                        | hlasový obor | premiéra (8.1.1982)                     |
| -------------------------------------------------------------------------------------------- | ------------ | --------------------------------------- |
| Džejn, Jana, Johanka                                                                         | soprán       | Magdalena Blahušiaková / Jindra Pokorná |
| Prokop                                                                                       | tenor        | Jiří Olejníček / Zdeněk Šmukař          |
| Murdych                                                                                      | baryton      | František Caban / Jan Hladík            |
| Krampol                                                                                      | tenor        | Jiří Holešovský                         |
| Ďurgič                                                                                       | tenor        | Josef Veverka                           |
| Marek                                                                                        | baryton      | Stanislav Bechynský                     |
| Kameník                                                                                      | bas          | Richard Novák                           |
| Murdychová                                                                                   | alt          | Anna Barová                             |
| Květinářka                                                                                   | alt          | Jarmila Palivcová / Daniela Suryová     |
| Bogard                                                                                       | bas          | Josef Klán                              |
| Klement                                                                                      | tenor        | Vladimír Krejčík                        |
| Hampejz                                                                                      | tenor        | Vilém Přibyl                            |
| Otec                                                                                         | baryton      | Pavel Kamas                             |
| Hrabal                                                                                       | bas          | Václav Halíř                            |
| 1. muž v černém                                                                              | bas          | Jan Kyzlink                             |
| 2. muž v černém                                                                              | baryton      | Jiří Bar                                |
| Hospodyně                                                                                    | soprán       | Květa Belanová / Naděžda Vodičková      |
| Barman                                                                                       | tenor        | Josef Škrobánek                         |
| Hostinská                                                                                    | soprán       | Cecilie Strádalová/ Milada Šafránková   |
| Major                                                                                        | bas          | Jiří Přichystal                         |
| Mužský hlas z tlampače                                                                       | mluvená role | Jiří Bar                                |
| Ženský hlas z tlampače                                                                       | mluvená role | Zdena Herfortová                        |
| Dirigent: Jiří Pinkas, režisér: Ilja Hylas, choreograf: Daniel Wiesner, scéna: Karel Zmrzlý. |              |                                         |

## Instrumentace
3 flétny, 3 hoboje, 4 klarinety, saxofon, 3 fagoty; 4 lesní rohy, 4 trubky, 4 pozouny, tuba; tympán, bicí souprava; 3 kytary, smyčce.